# Gretchen Hartman
Gretchen Hartman (nacida como Grace Barrett; 28 de agosto de 1897–27 de enero de 1979) fue una actriz estadounidense de teatro y cine. Está acreditada en 67 películas, casi todas son películas mudas.[cita requerida]

## Primeros años
Hartman nació como Grace Barrett en Chicago, siendo hija de la actriz Agnes A. Hartman. Fue hermana de la actriz Ruth Hartman, y la tía del actor Carlyle Blackwell, Jr.[cita requerida]

## Carrera
Hartman debutó en el escenario del Bush Temple Theatre en Chicago interpretando a Little Eva en Uncle Tom's Cabin. Su debut en Nueva York fue en la misma obra, presentada en el Majestic Theatre. Actuó en obras de Broadway desde niña, comenzando su carrera a los nueve años. Comenzó a trabajar en el teatro bajo el nombre de Greta Arbin antes de debutar en el cine. Sus principales papeles fueron en: The Law and the Man (1906-1907), Uncle Tom's Cabin (1907), Mary Jane's Pa (1908–1909), y Sweethearts (1913–1914). Creó el papel de Mary Jane en Mary Jane's Pa.
Comenzó su carrera cinematográfica con papeles en cortometrajes a partir de 1911, cuando protagonizó el papel de Rosalie en la película For the Flag of France. Siendo una figura popular en la época del cine mudo, sus películas más conocidas son Colomba (1915), basada en la novela de Prosper Mérimée, The Purple Lady (1916), juntó con su esposo, Les Miserábles (1917) de Victor Hugo, The Bandbox (1919), Bride 13 (serial de 1920), His Brothers Keeper (1921), y While Justice Waits (1922).
En 1915, realizó una versión de la popular novela East Lynne de Mrs. Henry Wood.
En 1917-18 actuó en tres películas para los estudios Fox con el nombre de Sonia Markova, volviendo al nombre de Gretchen Hartman poco después. Además de Sonia Markova, también utilizó el nombre artístico de Greta Hartman.
En la década de 1920 su carrera estaba en declive y se retiró con la llegada del cine sonoro. En 1952 hizo una aparición no acreditada en la película Room for One More.[cita requerida]

## Matrimonio y muerte
Hartman se casó con el actor Alan Hale Sr., y tuvieron un hijo, Alan Hale Jr. Hartman murió el 27 de enero de 1979, a los 81 años, y fue enterrada en el Forest Lawn Memorial Park en Glendale, California, al lado de su esposo.

## Filmografía
- For the Flag of France (1911)
- The Lost Freight Car (1911)
- The American Insurrecto (1911)

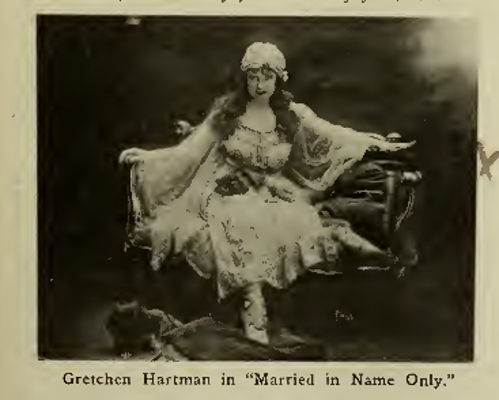
Promoción de una película de Hartman en The Moving Picture World, 1917

- The Cricket on the Hearth (i) (1914)
- Merely Mother (1914)
- The Spirit of Jealousy (1914)
- The First Law (i) (1914)
- A Woman's Folly (1914)
- Masks and Faces (1914)
- The Romance of a Poor Young Man (1914)
- In Quest of a Story (1914)
- His Prior Claim (1914)
- On the Heights (1914)
- The Third Act (1915)
- File No. 113 (1915)
- The Woman Who Paid (1915)
- Colomba (1915)
- His Brother's Keeper (i) (1915)
- The Girl and the Matinee Idol (1915)
- To Have and to Lose (1915) (sin confirmar)
- Adam Bede (1915)
- The Confession (ii) (1915)
- The Wives of Men (1915)
- The Smuggler's Ward (1915)
- A Daughter of Earth (1915)
- Reapers of the Whirlwind (1915)
- Jane Eyre (1915)
- East Lynne (1915)
- Dora (1915)
- The Soul of Pierre (1915)
- The Country Parson (1915)
- Winning the Widow (1915)
- Harvest (1915)
- Between Father and Son (1915)
- Her Stepchildren (1915)
- The Tides of Retribution (1915)
- The Iron Will (1916)
- His White Lie 1916)
- Pique (1916)
- The Guilt of Stephen Eldridge (1916)
- The Mystery of Orcival (1916)
- Alias Jimmy Barton (1916)
- Madelaine Morel (1916)
- The Man Who Called After Dark (1916)
- The Larrimore Case (1916)
- Fit for Burning (1916)
- The Purple Lady (1916)
- The Beast (1916)
- Rolling Stones (1916)
- The Love Thief (1916)
- Married in Name Only (1917)
- The Painted Madonna (1917, as Sonia Markova)
- Les Misérables (1917, as Sonia Markova)
- 1918 A Heart's Revenge (1918, as Sonia Markova)
- The House Without Children (1919)
- Atonement (1919)
- The Bandbox (1919)
- Bride 13 (1920)
- The Little 'Fraid Lady (1920)
- His Brother's Keeper (1921)
- Do and Dare (1922)
- While Justice Waits (1922)
- Elsie in New York (1926)
- She Goes to War (1929, sonora)
- The Time, the Place and the Girl (1929, sonora)
- The College Coquette (1929, sonora)
- Room for One More (1952, papel secundario sin acreditar)